# Los Barrios de Bureba
Los Barrios de Bureba è un comune spagnolo di 202 abitanti situato nella comunità autonoma di Castiglia e León.

## Località
Oltre al capoluogo il comune comprende le seguenti località:
- Barrio de Díaz Ruiz
- Las Vesgas
- Solduengo
- Terrazos